# Archiatriplex nanpinensis
Archiatriplex es un género monotípico de fanerógamas perteneciente a la familia Amaranthaceae. Su única especie: Archiatriplex nanpinensis G.L.Chu, es originaria de China.

## Descripción
Es una planta herbácea que alcanza un tamaño de 1,2 m de altura. Con el tallo erecto o ascendente, ramificado, ligeramente cuadrangular, con ramillas de 1-5 cm, generalmente delgadas. El pecíolo de 0.5-8 cm, el envés de la hoja de color verde claro, y verde oscuro el haz, ampliamente ovada o triangular-astada, de 2-10 cm, casi tan ancha como larga, la base cordada, el margen irregularmente serrado grueso, y el ápice cortamente acuminado. Las flores masculinas glomeruladas en varias inflorescencias delgadas. Las flores femeninas 4-7 por glomérulo, inserta en la base y el peciolo de las brácteas. Semillas de color marrón rojizo o negro, de 1-1,5 mm de diámetro.

## Distribución y hábitat
Se encuentra debajo de los arbustos, en las laderas arbustivas, las riberas de los ríos, junto a las casas cerca de las granjas, hasta una altitud de 2100 m s. n. m.  (metros sobre el nivel del mar), en el norte de Sichuan (Nanping).

## Taxonomía
Archiatriplex nanpinensis fue descrita por G.L.Chu y publicado en Journal of the Arnold Arboretum 68(4): 462–464, f. 1, en el año 1987.